# 阿西 (埃纳省)
阿西（法語：Acy，法語發音：[asi]）是法国上法蘭西大區埃纳省的一个市镇，属于苏瓦松区。

## 地理
阿西（49°20'43"N, 3°24'49"E）面积11.67 平方千米，位于法国上法蘭西大區埃纳省，该省份为法国北部内陆省份，北起北部省，西接索姆省和瓦兹省，东临阿登省和马恩省，西南至塞纳-马恩省，东北部与比利时接壤。
与阿西接壤的市镇（或旧市镇、城区）包括：昂布里耶夫、埃纳河畔比利、比西勒隆、沙克里斯、锡里-萨尔索涅、埃纳河畔米西、克里斯河畔罗济耶尔、塞尔什、塞尔穆瓦斯、沃尼泽勒。

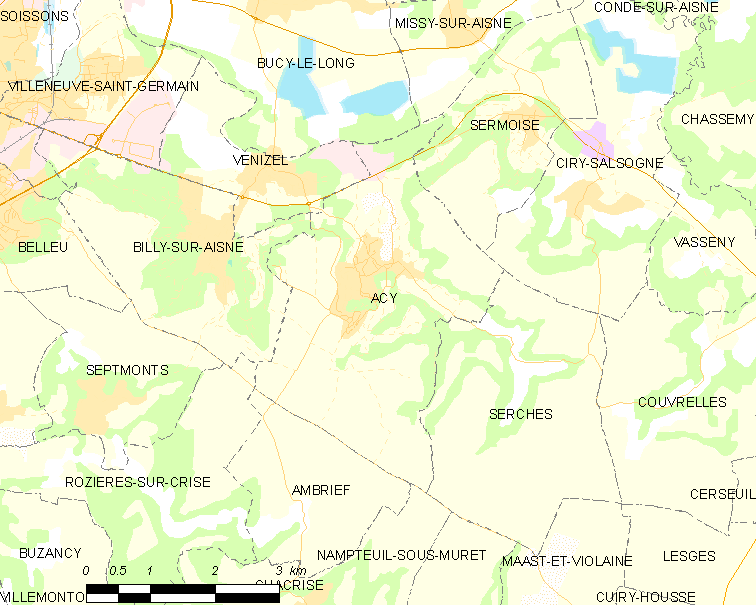
的OSM定位图

阿西的时区为UTC+01:00、UTC+02:00（夏令时）。

## 行政
阿西的邮政编码为02200，INSEE市镇编码为02003。

## 政治
阿西所属的省级选区为苏瓦松第二县。

## 人口

1962-2008年间人口变化图示

阿西于2022年1月1日时的人口数量为1013人。